# Балтэзерс (Адажский край)
Ба́лтэзерс (латыш. Baltezers) — населённый пункт («крупное село», латыш. lielciems) в Адажском крае Латвии, на берегах озёр Лиелайс-Балтэзерс и Мазайс-Балтэзерс. Расположен на автодороге A1 в 4 км от краевого центра Адажи и в 17 км от центра Риги. По данным на февраль 2019 года, в населённом пункте проживало 897 человек.

## История
Село сформировалось в XX веке вокруг поместья Нойермюлен (нем. Neuermühlen), известного с 1562 года.
В 1900 году инженер-гидролог Оскар Смрекер разработал для Рижской думы смету и проект на сооружение новой системы по поставке грунтовой воды из района вокруг Белого озера, а  в 1903—1904 годах на территории усадьбы Букулты была возведена система добычи вод из подземных источников, а возле Малого Балтэзерса – комплекс насосных станций, нагнетательный водовод и водопроводы для Риги. Балтэзерская водокачка начала работу 26 октября (8 ноября) 1904 года. Для забора воды изначально использовались 42 фильтрационных колодца глубиной 18—20 метров, находившиеся друг от друга в среднем на расстоянии 125 метров.
В советское время населённый пункт входил в состав Адажского сельсовета и составлял единое целое с нынешним одноимённым селом Гаркалнского края. Работала неполная средняя школа.
В конце XX века превратился в престижный район частной застройки. До 1 июля 2009 года входил в состав Рижского района.

## Достопримечательности
Центр села расположен в живописной местности на перешейке между двумя озёрами.
- Балтэзерская лютеранская церковь (1772—1775)[5].
- В старинных корпусах бывшей насосной станции на южном берегу озера Мазайс-Балтэзерс расположен Музей водоснабжения Риги[латыш.], открытый в 1988 году[6][7].
- К северу от села находится древесный питомник «Балтэзерс», занимающийся выращиванием саженцев декоративных пород и организующий экскурсии для посетителей[8].

## Знаменитые жители
- Композитор Раймонд Паулс[9].
- Шеф-повар Мартиньш Ритиньш[10].
- Предприниматель Юлий Круминьш[11].